# Olle Persson (professor)
Olle Persson, född 1949 i Luleå, är professor i biblioteks- och informationsvetenskap vid den sociologiska institutionen, Umeå universitet. Han har forskat om akademisk kommunikation mellan vetenskapsmän och ingenjörer. Persson har genom sin forskning under 1990-talet och framåt haft en ledande roll i utvecklingen av bibliometri. Tillsammans med Lars Höglund grundade han forskningsgruppen Inforsk under 1970-talet. 